# Kanton Limay
Kanton Limay is een kanton van het Franse departement Yvelines. Het kanton bestaat sinds 15 februari 1790 en omvat tegenwoordig 20 gemeenten.

## Gemeenten
Het kanton Limay omvatte tot 2014 de volgende gemeenten:
1. Limay kantoor kieskring
2. Brueil-en-Vexin
3. Drocourt
4. Follainville-Dennemont
5. Fontenay-Saint-Père
6. Gargenville
7. Guernes
8. Guitrancourt
9. Issou
10. Jambville
11. Juziers
12. Lainville-en-Vexin
13. Montalet-le-Bois
14. Oinville-sur-Montcient
15. Porcheville
16. Sailly
17. Saint-Martin-la-Garenne

Door de herindeling van de kantons bij decreet van 21 februari 2014, met uitwerking op 22 maart 2015, werd het kanton uitgebreid met drie gemeenten die tot dan bij het kanton Guerville behoorden, namelijk:
1. Épône
2. La Falaise
3. Mézières-sur-Seine

De nummering is geen officiële nummering.

## Aardrijkskunde
Het kanton ligt aan de rand van de agglomeratie van Parijs, aan het westen van de stad, en voor het grootste deel aan de rechteroever van de Seine. Die doorkruist het grondgebied van het kanton wel, is verder nog de grens van het kanton en stroomt met een lus om de gemeente Guernes.
Het kanton heeft een oppervlakte van 155,59 km² en telde 56.848 inwoners in 2018, dat is een dichtheid van 364 inwoners/km².